# Парламент Намибии
Парламент Намибии (англ. Parliament of Namibia) — федеральный двухпалатный законодательный орган (парламент) Намибии.

## Состав
Современный парламент состоит из двух палат:
- Верхняя палата — Национальный совет Намибии
- Нижняя палата — Национальная ассамблея Намибии.

## Национальный совет
Национальный совет является верхней палатой парламента Намибии. Национальный совет состоит из 26 депутатов, избираемых сроком на шесть лет, — по два человека от каждого из 13 географических регионов страны. Национальный совет был впервые сформирован в феврале 1993 года.

## Национальная ассамблея
Национальная ассамблея является нижней палатой парламента Намибии. Всего 78 депутатов, 72 из которых избираются сроком на пять лет на основе пропорциональной избирательной системы. Также есть шесть депутатов Национальной ассамблеи, назначаемых напрямую президентом страны. В настоящее время (2013 год) в Национальной ассамблее работает 5-й созыв депутатов.